# Četvrt vila (Bjelovar)
Četvrt vila je naselje i povijesni lokalitet na području grada Bjelovara. Četvrt vila označava prostor današnje ulice Tomaša Garika Masaryka i njena raskrižja s ulicom Ferde Rusana.  
Naselje dobiva ime prema zgradama neobaroka koje su izgrađene pri dolazkom željeznice u grad, danas se veći dio zgrada na ulici Tomaša Garika Masaryka i dalje sastoji od niza secesijskih stambenih vila. 
- Zgrade unutar četvrti vila, u krugu autobusnog kolodvora.
- Spomen-ploča na kući Vladimira Jurčića, na adresi Ul. Tomaša Garika Masaryka 5